# Brannigan
Brannigan és una pel·lícula britànica dirigida per Douglas Hickox, estrenada el 1975. Ha estat doblada al català.

## Argument
Un policia estatunidenc enviat a Londres per detenir un criminal es troba obligat a col·laborar amb la policia anglesa, que utilitza mètodes radicalment diferents dels seus.

## Repartiment
- John Wayne: Jim Brannigan
- Richard Attenborough: Sir Charles Swann
- Judy Geeson: Jennifer Thatcher
- Mel Ferrer: Mel Fields
- John Vernon: Ben Larkin
- Daniel Pilon:: Gorman
- Ralph Meeker: el capità Moretti
- John Stride: l'inspector Mike Travers
- James Booth:: Charlie
- Arthur Batanides: Angell
- Del Henney: Drexel
- Brian Glover: Jimmy
- Anthony Booth:: Freddy
- Pauline Delaney: Mrs. Cooper
- Lesley-Anne Down: Luana
- Barry Dennen: Julian
- Don Henderson: Geef

## Al voltant de la pel·lícula
- Amb l'enorme èxit de McQ, John Wayne torna a Anglaterra per participar en una emissió de televisió sobre l'Oest americà. D'aquesta visita, va néixer la idea de fer-li rodar una pel·lícula sobre el terreny. Brannigan serà la seva primera pel·lícula britànica, i els guionistes han explotat a fons el contrast entre el personatge típicament americà que és John Wayne i les pesades tradicions britàniques.
- La pel·lícula reprèn la idea de Coogan's Bluff (pel·lícula de Don Siegel amb Clint Eastwood), és a dir la trasplantació d'un policia coriaci en un univers que no li és en absolut familiar.